# Georg Hilker
Pour les articles homonymes, voir Hilker.
Georg Hilker, né le 5 juin 1807 et mort le 13 janvier 1875, est un peintre décorateur danois actif pendant l'âge d'or danois dans la première moitié du XIXe siècle. Il collabore avec le peintre Constantin Hansen (1804-1880).

## Biographie

### Jeunesse et carrière
Georg Hilker naît de Marie Margrethe (née Vest) et de Christian Hilker, un capitaine de navire qui par la suite est officier des douanes. À l'âge de 13 ans, il est inscrit à l'Académie royale danoise des beaux-arts. Après une première formation en peinture de paysage et avoir remporté  deux médailles d'argent à l'école de modèle, il se tourne vers la peinture décorative. Alors qu'il est encore étudiant, il participe à la décoration de la résidence de Hermann Ernst Freund (1786-1840), professeur de sculpture à l'Académie, l'ancien bâtiment des approvisionnements de Slotsholmen. Ce projet l'initie au style pompéien qui caractérisera une grande partie de son travail ultérieur. Il travaille également sur d'autres projets notables, notamment la décoration des palais de Christiansborg et d'Amalienborg,

### Italie (1838-1841)
Georg Hilker reçoit une aide du Fonden ad usus publicos. Il se rend à Rome en compagnie peintre Christen Købke qui a reçu une bourse de voyage de l'Académie royale. Il a ainsi l'occasion d'étudier l'art pompéien et les œuvres de Raphaël au Vatican. L'été suivant, il se rend également à Naples, Pompéi et Capri où il vit et travaille avec Christen Købke et ses collègues peintres danois Constantin Hansen et Jørgen Roed,

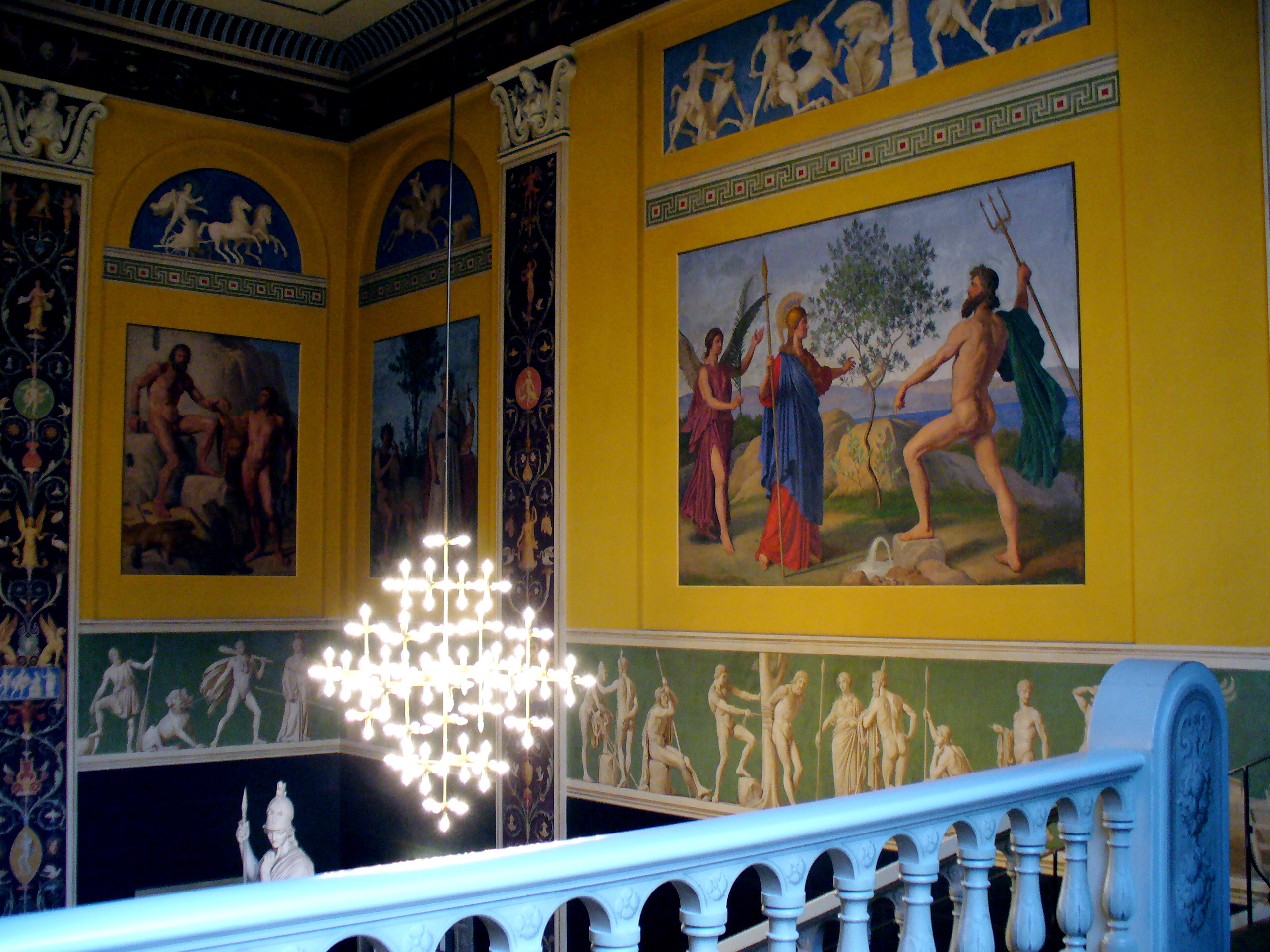
Le vestibule dans le bâtiment principal de l' Université de Copenhague, avec des fresques de Hilker et Constantin Hansen

### Retour au Danemark
De retour au Danemark en 1841, la carrière de Georg Hilker est lancée lorsqu'il reçoit une importante commande de l'architecte Michael Gottlieb Bindesbøll (1800–1856) pour décorer les salles du musée Thorvaldsens. Georg Hilkerentame alors une collaboration avec Constantin Hansen. L'une de leurs plus importantes missions est la décoration du vestibule du nouveau bâtiment principal de l'Université de Copenhague, de 1844 à 1853.
En 1847, Georg Hilker épouse Elise Boline Schou (1820-1867). En 1848-1849, il enseigne au Collège technique de Copenhague et à partir de 1853, il est enseignant pour la classe de décoration de l'Académie des beaux-arts. Il est chargé de décorer Festsalen à l'école Herlufsholm ( Herlufsholm Skole ) à Næstved (1869-1870), le Collège agricole de l' Académie Sorø (1860-1863) et le Festsal de l'université (1862-1865), où il emploie un riche style néo-Renaissance. Parmi les autres commandes figurent le nouveau bâtiment de la banque de Copenhague (1869) et diverses propriétés privées à Copenhague et dans la province. Ces projets présentent des motifs antiques, soit directement, soit sous une forme néo-Renaissance modifiée, et impliquent souvent des collaborations avec d'autres artistes, notamment Constantin Hansen.
Georg Hilker est nommé chevalier de l'Ordre du Dannebrog. Sa femme meurt en 1867. Peu de temps avant sa propre mort qui a lieu en 1875. Il est inhumé au cimetière Assistens à Copenhague.

## Distinctions
- Chevalier de l'ordre de Dannebrog